# Pietro Ricchi
Pietro Ricchi o Righi, detto il Lucchese (Lucca, 6 gennaio 1606 – Udine, 15 agosto 1675) è stato un pittore italiano.

## Biografia

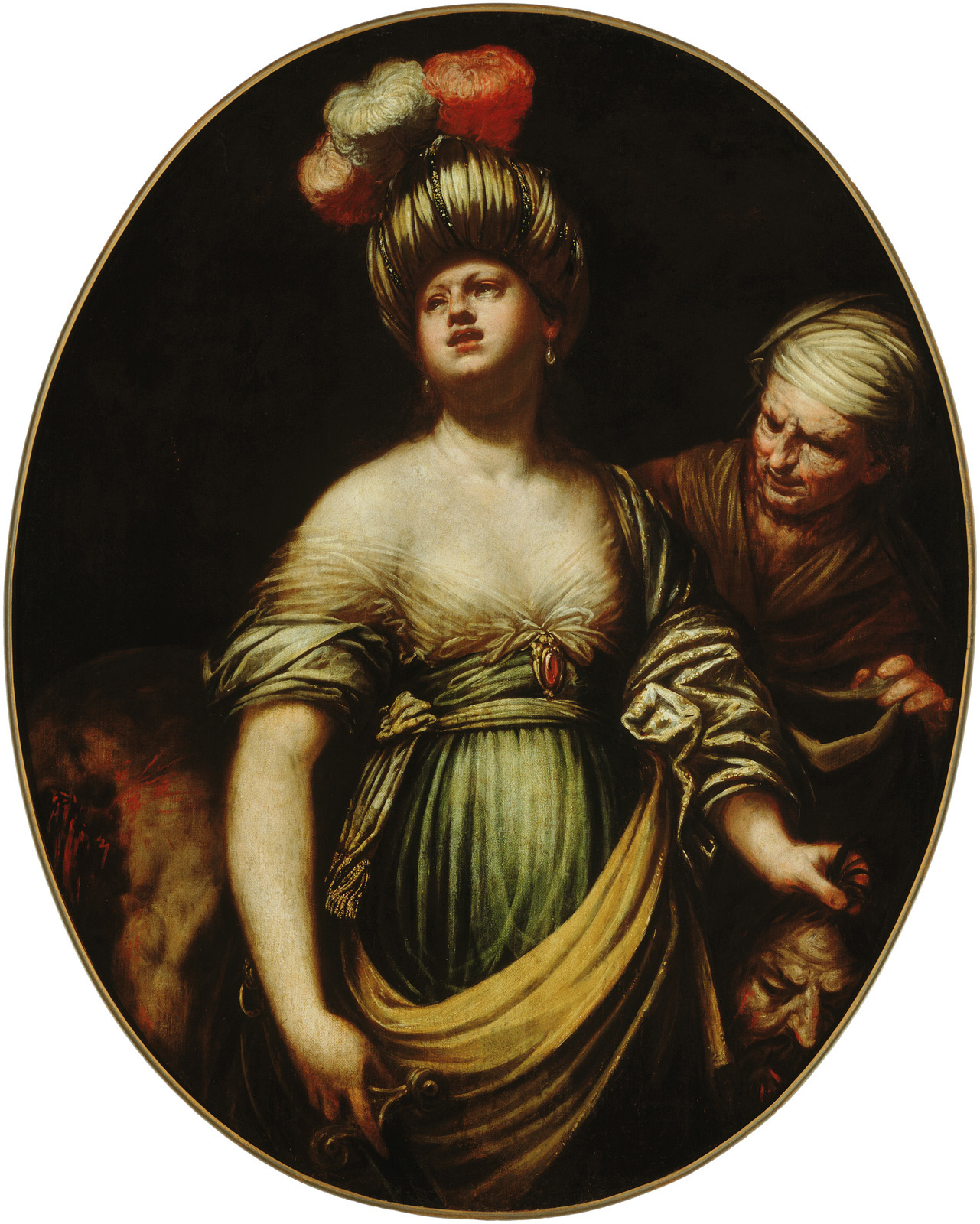
Pietro Ricchi: Judita

Come attestato dal Libro de' battezzati del battistero di San Giovanni, nacque da Antonio e da Margherita Paladini. Nel suo testamento è citato un fratello minore, Riccardo, che fu anch'egli pittore.
Le informazioni attorno ai suoi primi decenni di vita ci sono tramandate in buona parte da Filippo Baldinucci. Secondo questi, inizialmente il padre lo avviò agli studi letterari e lo fece entrare nella bottega di un modesto pittore locale (di cui non si conosce il nome). Più tardi fu affidato al più noto Ippolito Sani, passando poi, tra il 1620 e il 1623, allo studio fiorentino di Domenico Passignano.
Tra il 1624 e il 1627 fu a Bologna presso Guido Reni, venendo tuttavia influenzato da altri pittori come Giovanni Andrea Donducci.
Trascorse un periodo di tempo in Francia, in particolare in Provenza, Lione e Parigi; come testimonianza del soggiorno francese rimangono le decorazioni a fresco in alcune sale di palazzi e ville magistralmente eseguite (con ogni evidenza e probabilità) con l'aiuto di un altro importante pittore lucchese: Paolo Biancucci. Negli anni 1632-1633, eseguì le decorazioni a fresco nello château de Fléchères (Fareins, Ain, Francia). Poi, intorno al 1634, si spostò a Milano e poi a Brescia, dove nel Museo Diocesano è conservata la sua opera più vecchia giunta fino a noi, La Vergine con Santi. 
Ma è con le opere successive che raggiunse una maggiore maturità artistica sotto l'influenza dell'arte lombarda del diciassettesimo secolo, sviluppando uno stile più espressivo con effetti drammatici di chiaroscuro (San Raimondo di Peñafort, 1641; L'assunzione della Vergine, 1644; Il massacro degli Innocenti, 1647).
Su commissione di Marco Contarini degli scrigni lavorò a Vigna Contarena alle tele: Giuditta con la testa di Oloferne, Giaele e Sisara, Davide e Golia, Sansone in lotta con i Filistei
Subì l'influenza del brillante stile barocco di Gian Giacomo Barbelli (1590–1656), come si può vedere negli affreschi della Vita della Vergine.
Nel 1650, lavorò a Venezia dove si trovano alcune sue composizioni, ispirate dalle opere del Veronese, che si distinguono per la drammaticità della resa luministica e i colori cangianti (La Vergine appare ad un membro della famiglia Querini, 1657; L'adorazione dei Magi, 1658). Prese spunti anche da Tintoretto, Francesco Maffei, Pietro Liberi, Nicolas Régnier e Sebastiano Mazzoni.
Nel 1663 si trasferì a Vicenza.
Collaborò con Giulio Carpioni.
Le sue ultime opere, caratterizzate da un elegante manierismo, presentano brillanti colori e un raffinato stile figurativo (Estasi di san Francesco, 1660; Estasi di santa Teresa, 1665 c.).
Dopo il 1672 si stabilì ad Udine, dove lavorò negli ultimi anni della sua vita.
Furono suoi allievi Francesco Monti e Federico Cervelli.
Molte sue opere sia a fresco che a olio si trovano in Brescia.
Sembra che utilizzasse la pratica di ungere d'olio le tele per poter lavorare più speditamente. Questo fatto, oltre all'uso di colori non sempre di buona qualità, fece sì che parecchie delle sue opere andassero perdute.

## Opere
- Concezione della Beata Vergine, Polpenazze del Garda, Chiesa di San Pietro in Lucone
- Madonna con santi, Brescia, Museo Diocesano
- San Raimondo di Peñafort, Bergamo, Chiesa dei Santi Bartolomeo e Stefano, 1641
- L'assunzione della vergine, Trento, Chiesa di Santa Maria Maggiore, 1644
- Ultima Cena, Riva del Garda, Museo Civico 1644-1645[3]
- Crocifissione, Brescia, Chiesa di San Lorenzo, 1646
- Cacciata dei progenitori, Verolanuova, Basilica di San Lorenzo, 1647
- Massacro degli Innocenti, Bergamo, S. Maria Mater Domini, 1647
- La visione di S. Francesco Saverio, Verolanuova, Basilica di San Lorenzo, 1650
- Madonna col Bambino, olio su tela, Carpenedolo, Santuario di Santa Maria del Castello, 1650 circa[4]
- Vita della Vergine, affresco, Pontoglio, Chiesa di Santa Maria Assunta
- L'angelo custode, dipinto su pala d'altare, MAG, 1653
- Vergine appare ad un membro della famiglia Querini, Rovigo, La Rotonda, 1657
- Adorazione dei Magi, Venezia, Basilica di San Pietro di Castello, 1658
- Estasi di San Francesco, Lucca, Convento di San Francesco, 1660
- San Giuseppe in gloria, Venezia, Chiesa di San Giuseppe di Castello, 1660-1663
- Estasi di santa Teresa d'Avila, Udine, Civici musei e gallerie di storia e arte, 1665 c.
- Estasi di san Filippo Neri, Montagnaga, Santuario della Comparsa
- La Regina Tomyris con la testa di Re Ciro
- Venere ed Adone
- Madonna, san Giuseppe: lo sposalizio o matrimonio, 209 x 169 cm, olio su tela[5]
- Atalanta ed Ippomene, affresco, Cavernago, Castello di Malpaga[5]
- Giocatori di tric-trac, 82 x 118 cm, olio su tela[5]
- Gesù: la deposizione, olio su tela, Chiari, Duomo dei Santi Faustino e Giovita[5]
- Adorazione dei Magi, 133 x 187 cm, olio su tela, Indianapolis, Museum of Art[5][6]
- Quattro figure al tavolo, 45 x 73,6 cm, olio su tela[5]
- San Paolino: la presentazione alla Trinità della città di Lucca, 183 x 123 cm, olio su tela, Lucca, Palazzo Mansi[5]
- Santa Cecilia, olio su tela, Lucca, collezione privata[5]
- Salomé con la testa di san Giovanni Battista, Lucca, olio su tela, collezione privata[5]
- Sant'Antonio da Padova: un miracolo, 358 x 254, olio su tela, Lucca, Chiesa di San Francesco[5]
- Miracolo di Suriano con frati domenicani e due committenti, 238 x 166 cm, olio su tela, Urgnano, Santuario di Basella[5]
- Assunzione della Vergine e santi, olio su tela, Pontoglio, Chiesa di Santa Maria Assunta[5]
- Glorificazione di Bartolomeo Querini, 1657, olio su tela, Tempio della Beata Vergine del Soccorso, Rovigo
- Orazione nell'orto, Lovere, Accademia Tadini.
- Ninfa e satiro, Lovere, Accademia Tadini.
- Presentazione di Gesù al tempio, Gardone Val Trompia, chiesa di S. Marco Evangelista[7].
- Martirio di san Bartolomeo olio su tela (180x400) Chiesa di San Bartolomeo Apostolo Almenno San Bartolomeo;[8]
- La Madonna con il Bambino in gloria tra gli angeli e i santi Antonio Abate e Carlo Borromeo, Lodrino, chiesa di San Vigilio

## Galleria d'immagini

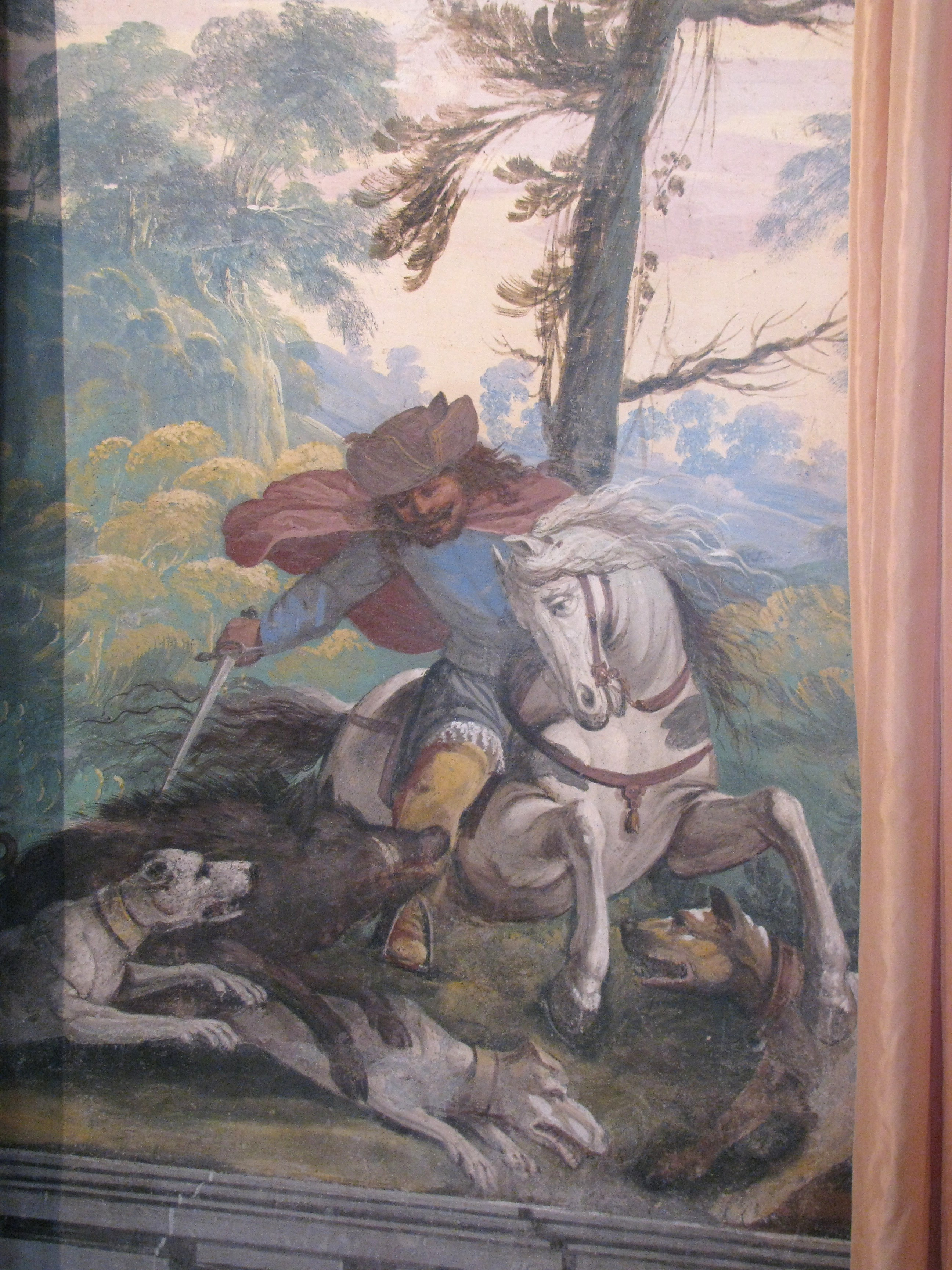
Salone della Caccia : caccia al cinghiale
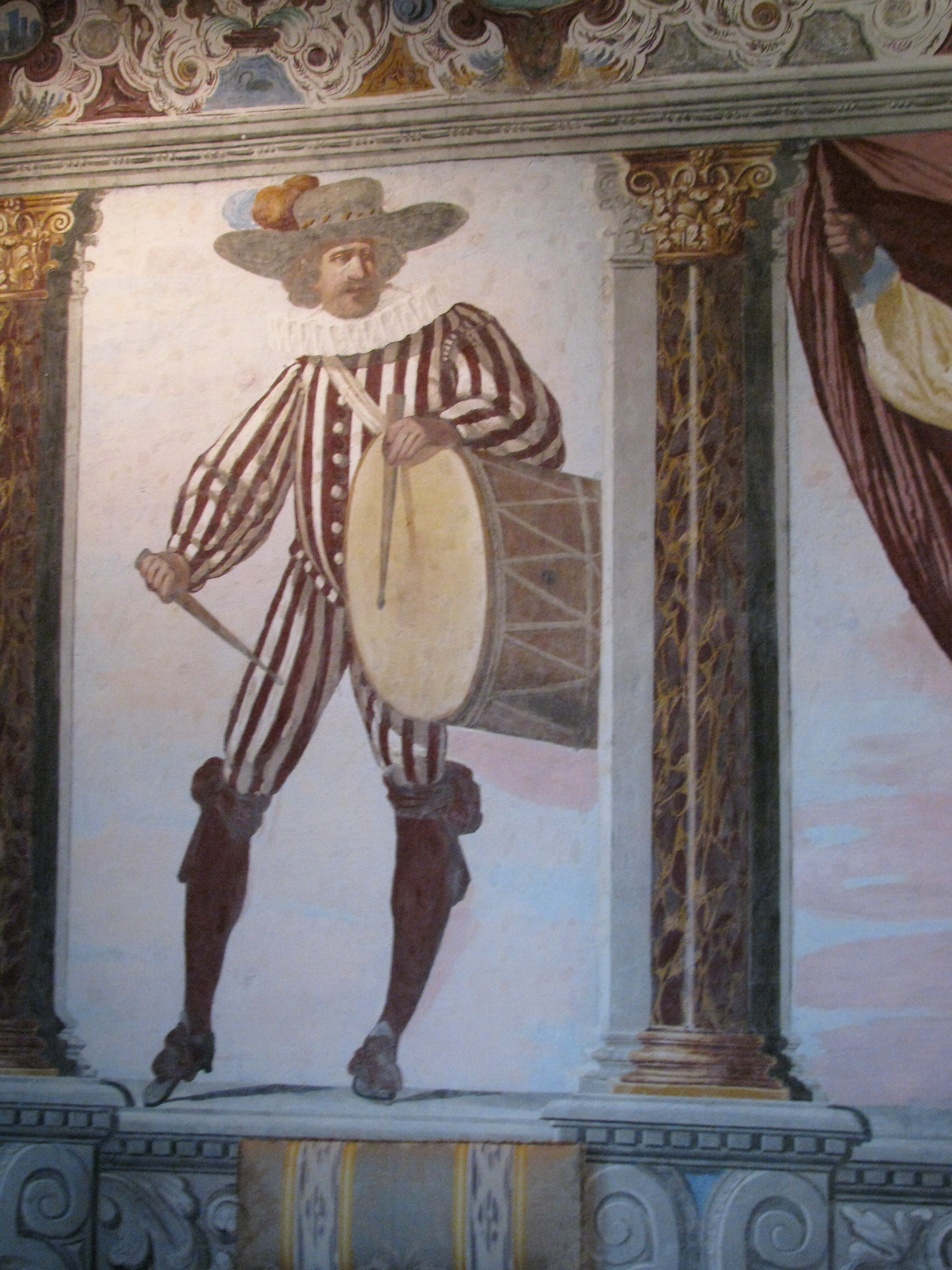
Camera della parata : tamburo
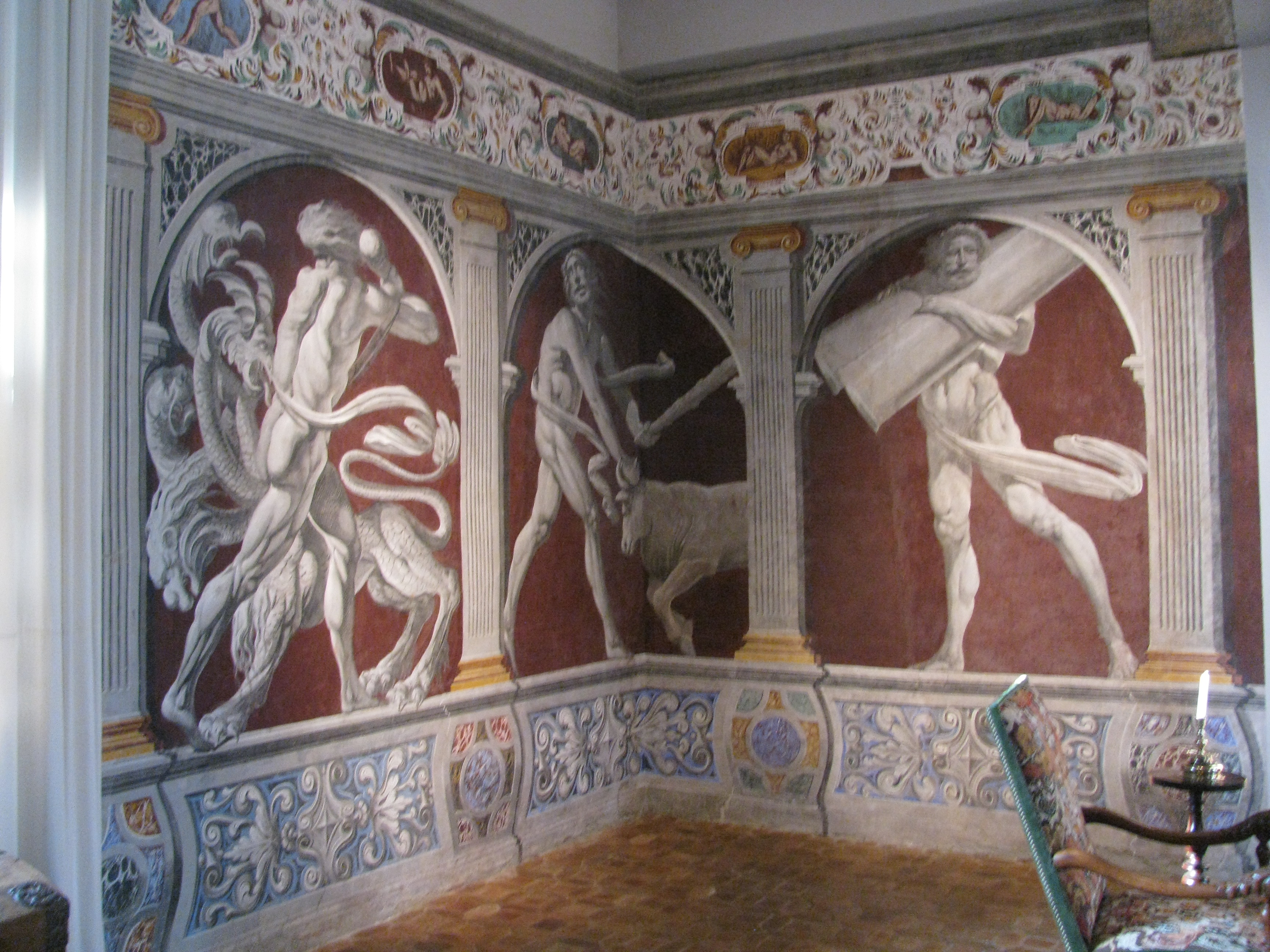
Camera delle Fatiche di Eracle : l'Idra di Lerna, il toro di Creta, le Colonne d'Ercole
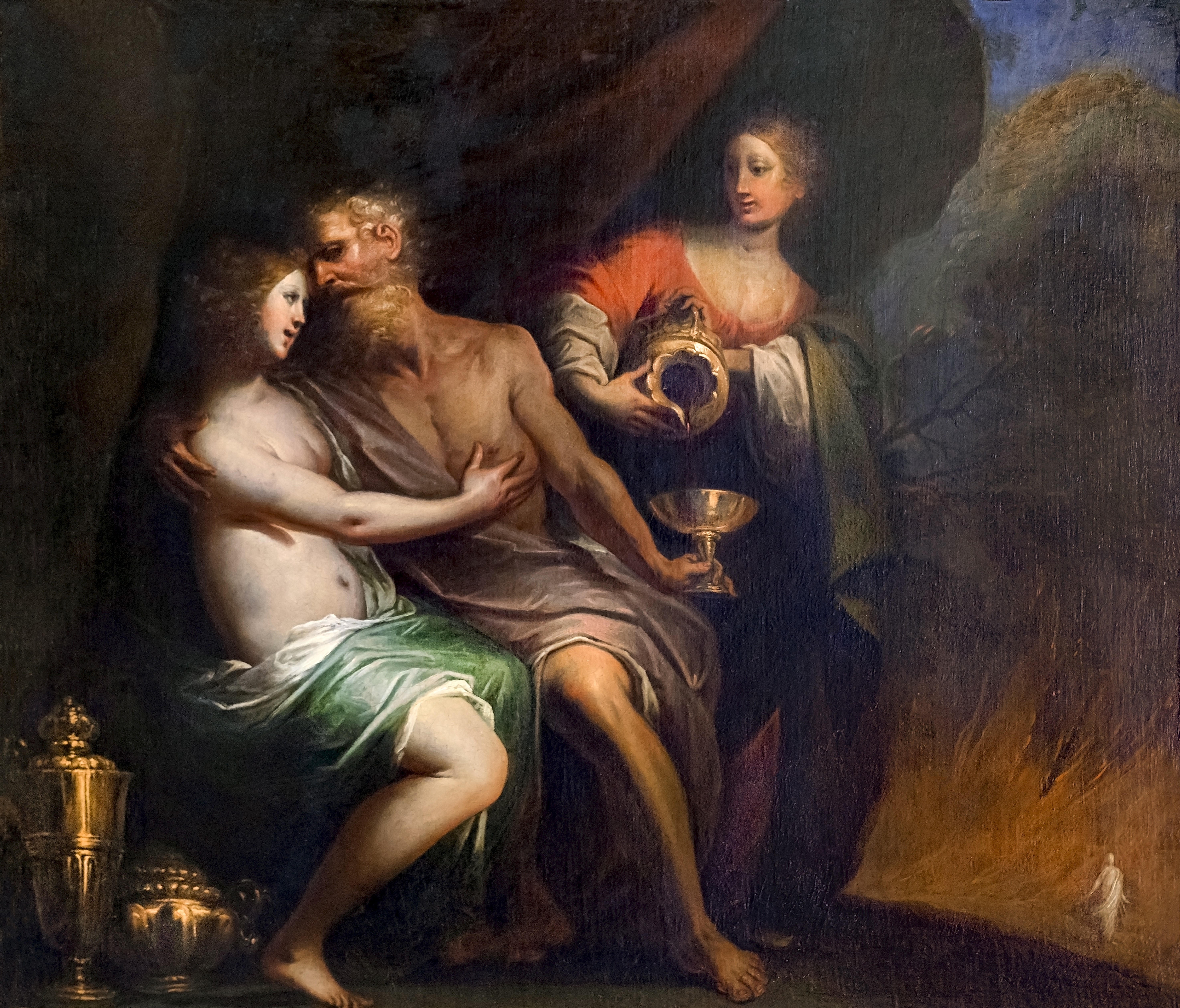
Lot e le figlie Ca' Rezzonico, Venezia
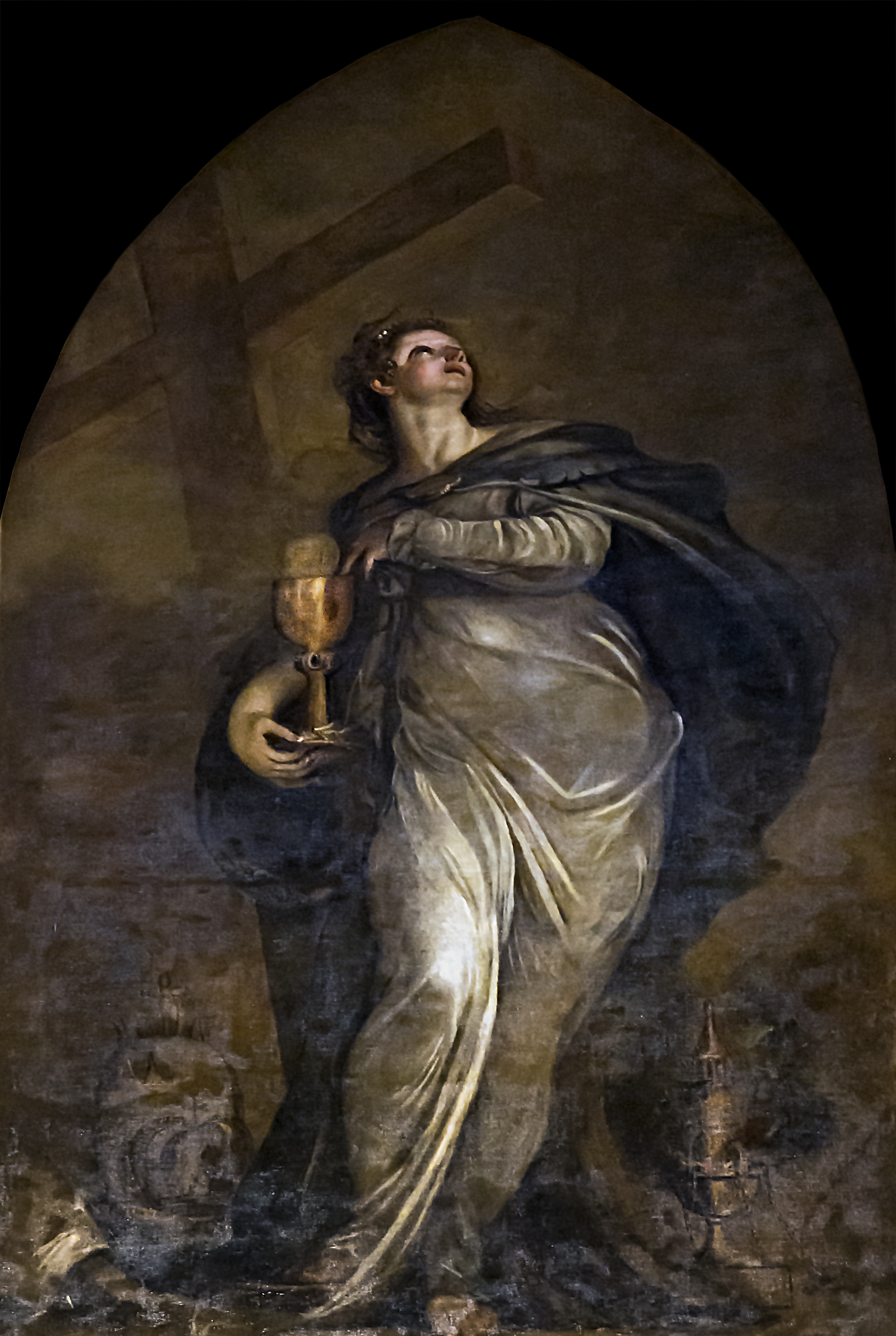
La Fede - Madonna dell'Orto, Venezia